# Nina Grieg
Nina Hagerup Grieg, född 24 november 1845 i Bergen, död 9 december 1935 i Köpenhamn, var en norsk sångerska (sopran) och sångpedagog, gift med (och kusin till) Edvard Grieg.
Nina Grieg var en god pianist och uppträdde med fyrhändig klavermusik tillsammans med sin man, men först och främst blev hon känd som den mest betydande uttolkaren av hans romanser. Hon blev en av Norges ledande sångpedagoger, och fortsatte länge att ge konserter efter makens död. Hon sjöng också in Grieg-romanser på skiva.
Då det offentliga inte ville ta ansvar för Troldhaugen, makarna Griegs hem i Bergen, sålde hon det 1919 och flyttade till Köpenhamn.